# Countrywide Classic 2000
Il Countrywide Classic 2000 è stato un torneo di tennis giocato sul cemento. È stata la 73ª edizione del Countrywide Classic (o Mercedes-Benz Cup),  che fa parte della categoria International Series nell'ambito dell'ATP Tour 2000. Il torneo si è giocato a Los Angeles negli USA, dal 24 al 30 luglio 2000.

## Campioni

### Singolare
Michael Chang  ha battuto in finale  Jan-Michael Gambill con il punteggio di 6(2)–7 6–3 ritiro

### Doppio
Paul Kilderry /  Sandon Stolle hanno battuto in finale  Jan-Michael Gambill /  Scott Humphries per abbandono